# まんがタイム
『まんがタイム』は、芳文社発行の4コマ誌（4コマ漫画専門雑誌）である。創刊号は1981年6月号（1981年5月7日発売）。2016年現在は原則として毎月7日に発売されている（ただし、地域によっては発売日が異なることがある）。B5版、中綴じ。通称「タイム」と呼ばれている。

## 歴史
日本で最初の週刊漫画雑誌である『週刊漫画TIMES』の『増刊スペシャル3月18日号』として1981年に刊行、同年独立創刊して発行された、日本で最初の4コマ漫画専門雑誌である。植田まさしの「のんき君」が『漫画パンチ』に連載されたときに大反響を呼んだことが創刊につながった。2005年には通巻が300号を突破。「おとぼけ課長」の連載300回も2006年3月号に達成された。2014年2月号（2014年1月7日発売）にて創刊400号を迎えた。

## 特徴・内容の傾向

### 新人発掘企画
毎月「まんがタイム新人4コマまんが展」という新人発掘企画が行われていた。丹沢恵の「ごめんあそばせ」もそのひとつで、1988年11月号の新人ギャグ漫画展においてとみいみく名義の「花のくみちゃん」として入選を果たしている。ほかにもむんこの「らいか・デイズ」は2003年8月号の新人4コマまんが展に入選している。2008年以降は「新人4コマまんが大賞」と銘打った漫画賞を設定（年2回募集）。植田まさしも審査員に加わっている。告知はタイム系全誌で行なうが、発表は「タイム」誌上で行なう。この賞では袖山リキ、水森みなもらが入賞している。

### 兄弟誌
本誌のほかに、『まんがホーム』（毎月2日発売）、『まんがタイムきらら』（毎月9日発売）、『まんがタイムきららMAX』（毎月19日発売）、『まんがタイムきららフォワード』（毎月24日発売）、『まんがタイムオリジナル』（毎月27日発売）、『まんがタイムきららキャラット』（毎月28日発売）がある。また、単体もしくは複数の作家の漫画作品をまとめてコンビニなどで販売される廉価版のコミックス（レーベル名「まんがタイム MY PAL COMICS」）も多数ある。2011年6月までは『まんがタイムラブリー』（毎月13日発売）が、2013年5月までは『増刊超本当にあった(生)ここだけの話』（偶数月2日発売）が、2014年12月までは『本当にあった増刊(生)ここだけの話』（毎月19日発売）が、2015年6月までは『本当にあった(生)ここだけの話』（毎月11日発売）が、2017年10月までは『まんがタイムきららミラク』（毎月16日発売）が、2018年3月までは『まんがタイムジャンボ』（毎月12日発売）と『まんがタイムファミリー』（毎月17日発売）が、2018年6月までは『超本当にあった(生)ここだけの話』（毎月26日発売）が、2019年10月までは『まんがタイムスペシャル』（毎月22日発売）が存在していたがいずれも休刊。また1985年から1994年にかけてはスポーツを題材とした『まんがスポーツ』も刊行していた。
『まんがタイムコレクション』（不定期刊・20日頃発売）という誌名で、1作家の作品を集めた雑誌も出ている（ほかの作家の作品もいくつか掲載されている）。

## 現在掲載されている作品
（2025年9月号時点、連載開始号の古い順）
- おとぼけ課長 → おとぼけ部長代理 （植田まさし、1981年3月号 - ）※2022年9月号から2023年4月号までは『おとぼけセレクション』
- ラディカル・ホスピタル （ひらのあゆ、2006年5月号 - 、『まんがタイムオリジナル』で並行連載、過去に『まんがタイムラブリー』・『まんがタイムファミリー』で連載）
- 大家さんは思春期! （水瀬るるう、2012年6月号（6-11月号はゲスト扱い） - 、『まんがタイムスペシャル』で並行連載）
- レーカン!（瀬田ヒナコ、2018年5月号 - 2025年9月号[1]）※2018年2月号ゲスト、『まんがタイムジャンボ』より移籍
- つながれ!黒電話ちゃん（瀬田ヒナコ、2018年5月号 - ）
- 良倉先生の承認欲求（G3井田、2018年12月号 - ）
- ローカル女子の遠吠え（瀬戸口みづき、2020年1月号 - ）※『まんがタイムスペシャル』より移籍
- まほろば小町ハルヒノさん（ユウキレイ、2022年4月号 - ）
- 坊ちゃん、困ります！（峠乃あかり、2023年11月号 - ）
- 跳べないウサギと神の島（森永まさと、2024年1月号 - ）
- ギャルはキンツリ男児が好き（倉本たけみ、2024年4月号 - ）
- 転生アイドルはご主人様にゴロゴロ鳴きたい（有村唯、2024年5月号 - ）
- ニセアイホンアイ（いくたはな、2024年5月号 - ）
- 夜の缶詰（メノタ、2024年7月号 - ）
- 遠恋カノジョとおとなり上司！（イチョウヨワシ、2025年1月号 - ）
- 腹割るウチらの秘密ごと！（夏村東和、2025年1月号 - ）
- 星月夜工業高校ルナ同好会〜38万キロの奇跡〜（みこさわめぐみ、2025年2月号 - ）
- オフィスにラブコメはいりません！（りゅーたい、2025年7月号 - ）

### 長期休載中の作品
- おしえて!!おじいちゃん （佐藤ゆうこ、2006年1月号 - 2010年12月号 - 休載）
- あんばらんすりー! （黒渕かしこ、2014年3月号（3-6月号はゲスト扱い） - 同年8月号 - 休載）

## 過去に連載されていたおもな作品
- あったか家族 （おだ辰夫、xxxx年x月号 - xxxx年x月号）
- 三丁目の暗黒街 → かつあげ君 （平ひさし、xxxx年x月号 - 2010年3月号）
- がんばれエガワ君 → がんばれカズシゲ君 → ワッハハ!プロ野球ニュース （はた山ハッチ、xxxx年x月号 - xxxx年x月号）
- すずめちゃん （かまちよしろう、xxxx年x月号 - xxxx年x月号）
- ごはんですよ （タナカヒロシ、xxxx年x月号 - xxxx年x月号）
- ボクはコースケくん （さいわい徹、xxxx年x月号 - xxxx年x月号）
- うっかり父さん （鈴木ひろし、xxxx年x月号 - xxxx年x月号）
- ボクの愛妻日記 （赤座ひではる、xxxx年x月号 - xxxx年x月号）
- 親ばか子ばか （北見けんいち、xxxx年x月号 - 1997年8月号、ストーリー形式）
- ガニマタ警部 （尾崎みつお、xxxx年x月号 - xxxx年x月号）
- やまひげさん （やまだ三平、xxxx年x月号 - xxxx年x月号）
- おふくろさん （いのうえ雅晴、xxxx年x月号 - xxxx年x月号）
- さよちゃんシリーズ （窪田まり子、xxxx年x月号 - 2002年9月号、並行連載誌多数）
- マイペース! たらこさん （堀田かつひこ、xxxx年x月号 - xxxx年x月号）
- とんち君 （松田まさお、xxxx年x月号 - 2007年3月号）
- オーイはちべえ （鵜飼U子、xxxx年x月号 - xxxx年x月号）
- ガテンのカコちゃん （野中のばら、xxxx年x月号 - 2004年x月号）
- ごめいわくギャルズ （岡田がる、xxxx年x月号 - 2007年10月号）
- ひろみマイルーム （ささいみりか、xxxx年x月号 - xxxx年x月号）
- ねこぶくろ （下地のりこ、xxxx年x月号 - 2006年11月号、まんがタイムラブリーで継続後、終了）
- 小さな恋のものがたり （みつはしちかこ、1983年11月号 - 1999年6月号）※『まんがタイムファミリー』で継続後、休載
- 天然色ガールズ （あぎじゅんこ、2002年11月号 - 2004年12月号）
- パパ×ママりば〜しぶる♥ （森島明子、xxxx年x月号 - 2006年6月号）
- おねがい太助 （よしみいく、xxxx年x月号 - 2006年8月号）
- 屋台の源さん （神奈川のりこ、xxxx年x月号 - 2007年5月号）
- ほのぼの天使くん→天使くん （新田にに子、xxxx年x月号 - 2009年2月号、数誌で並行連載、まんがタイムファミリーで継続後、終了）
- あさかぜ君 （田中しょう、xxxx年x月号 - 2010年3月号）
- ぼくんちのひろみちゃん→ぼくんちのアイドルひろみちゃん （なりゆきわかこ、1985年7月号 - xxxx年x月号、計3誌で並行連載）
- ナオミだもん （こだま学、1989年3月号 - xxxx年x月号、計6誌で並行連載）
- パパとゆっちゃん （吉沢やすみ、1991年x月号 - 1996年x月号）（※ストーリー形式）
- 泣くなョ先生 （大西哲也、1992年5月号 - xxxx年x月号）
- サビちゃんをヨロシク♥ （古賀アンナ、1993年8月号 - 2001年12月号）
- ときめき まっくん! （小池田マヤ、1995年x月号 - 1999年8月号）
- はるなちゃん参上! （秋吉由美子、1995年7月号 - xxxx年x月号、数誌で並行連載）※『まんがタイムファミリー』で継続後、終了
- バラ色カンパニー （新田朋子、1995年10月号 - xxxx年x月号、数誌で並行連載）※『まんがタイムファミリー』で継続後、終了
- 学校へ行こうよ!! （富永ゆかり、1997年6月号？ - 2000年4月号）
- 親父カフェ （北見けんいち、原作：さわだ須美、1997年9月号 - 2006年5月号）（※ストーリー形式。『親ばか子ばか』の実質的続編）
- ホリデぇ君 （こだま学、1998年9月号 - 1999年12月号）
- 丸の内OLこはるちゃん （ふじのはるか、1999年2月号 - 2000年2月号）
- ウルトラ金ちゃん （さかもとみゆき、1999年6月号 - 2010年8月号）
- ルリカ発進! （ひらのあゆ、1999年6月号ゲスト、8月号 - 2002年11月号）
- 天然一族 （高原けんじ、1999年11月号 - 12月号ゲスト、2000年2月号 - 2001年5月号）※『まんがタイムオリジナル』で継続後、終了
- アヤならOK （こだま学、2000年1月号 - 2002年3月号）
- 週末の恋人 （七瀬あゆむ、2001年12月号 - 2002年9月号）
- スーパーOL バカ女の祭典 （山田まりお、2001年12月号 - xxxx年x月号）※『まんがタイムラブリー』で継続後、終了
- むきたまごビューティー （ふじのはるか、2002年1月号 - 2004年x月号）
- 千秋ツーフェイス （柳田直和、2002年2月号 - 2006年10月号）※『まんがタイムスペシャル』でも終了
- 私の大事なダンナ様 （和田真由美、2002年8月号 - 2006年9月号）
- 青春☆白球会 （安堂友子、2003年5月号 - 2004年12月号）
- 恋の時間割り （小本田絵舞、2003年6月号 - 2005年10月号）
- 魔女っ子@home （みずなともみ、2003年6月号 - 2005年7月号）
- 天然色ガールズ （あぎじゅんこ、2002年11月号 - 2004年12月号）
- たびびと （重野なおき、2002年12月号、2003年2月号ゲスト、5月号 - 2010年3月号）
- ちょこパフェ （いずみ、2003年7月号 - 2004年3月号、2004年7月号）※『まんがタイムきらら』と並行連載
- 風華のいる風景 （大井昌和、2003年12月号 - 2005年1月号）[注釈 3]
- あなたが主役になった時 （松山花子、2003年10月号ゲスト、2004年1月号 - 2008年1月号、まんがタイムオリジナルに移籍後、終了）
- ゆかにっし （荒井チェリー、2004年4月号 - 2006年3月号）[注釈 3]
- だって愛してる （むんこ、2004年12月号 - 2010年12月号、2007年8月号以後不定期→偶数月号隔月連載→2010年6月号より再び毎月連載、2011年4-6月号にスピンオフ作品「ナイショのおままごと」、8月号に同じく「おっさんデイズ」掲載）
- 夫婦な生活 （おーはしるい、2005年1月号 - 2011年1月号、まんがホームで継続、後に『もっと!夫婦な生活』と改題）
- インスタントエンジェル天子様が来る! （安堂友子、2005年2月号 - 2018年8月号）※『まんがホーム』で並行連載
- はこいり良品 （井上トモコ、2005年3月号 - 2013年7月号、12月号 - 2018年12月号）
- オフィスの青い空（ほへと丸、2005年10月号 - 2006年12月号）
- 窓際OLトホホな朝ウフフの夜（うえだのぶ、原作：斎藤由香、2005年12月号 - 2007年2月号）
- おかんでGO!!（佐田静、2006年1月号 - 2009年12月号）
- おはよ♪（ともち、2006年3月号 - 2006年5月号、2006年9月号 - 2009年12月号）※『まんがタイムファミリー』でも終了
- PEACH!! （川島よしお、2006年3月号 - 2011年7月号）
- おしごとのトリコ（鈴麻らむね、2006年6月号 - 2007年3月号）
- しゅっぱつ、進吾!!（はしもとみつお 作:末田雄一郎、2006年6月号 - 2009年3月号、ストーリー形式）
- みそララ （宮原るり、2006年8月号 - 2012年12月号、第一部完）※休載後『Web BULL』で連載[2]
- ニッポンのワカ奥さま （木村和昭、2006年8月号 - 2018年4月号）
- ヒントでみんと!（ボマーン、2006年10月号 - 2009年4月号）
- アシスタント!!（かがみふみを、2006年11月号 - 2010年3月号）
- タマさん （森ゆきなつ、2006年9月号ゲスト、11月号 - 2013年2月号）※『まんがタイムオリジナル』との並行連載時期あり
- すいーとるーむ? （東屋めめ、2007年1月号 - 2013年3月号）
- ラブじゃらし!（かわちりえこ、2007年4月号 - 2009年9月号）
- Smileすいーつ（佐野妙、2007年8月号（8,10,12月号はゲスト扱い） - 2010年3月号、2008年10月号まで偶数月号隔月連載、2009年5月号より奇数月号隔月連載）※『まんがタイムファミリー』でも終了
- プチタマ（袖山リキ、2007年7月号 - 2010年4月号）※『まんがタイムファミリー』でも終了
- ドキドキちゅーとりある（るかぽん、2007年8月号 - 2009年2月号）
- 先生のすずめ（唯洋一郎、2007年11月号 - 2009年10月号）
- そこぬけRPG（佐藤両々、2008年1月号 - 2009年1月号）※『まんがタイムオリジナル』で継続後、終了
- 安堂友子の生きてます日記（安堂友子、2008年2月号 - 2018年3月号、目次4コマ）
- 放課後のアインシュタイン〜七女サイエンス部実験中!〜 （仁川志帆）（2008年7月号 - 2009年9月号（ゲスト扱い）、2009年12月号 - 2011年3月号）
- わさんぼん〜和菓子屋顛末記〜 （佐藤両々、2009年2月号（2月号はゲスト扱い） - 2015年5月号 - 長期休載を挟んで同年10月号掲載後、まんがタイムファミリーに移籍）
- 男子のための人生ルール（雨本圭、原作：玉袋筋太郎、脚本：末田雄一郎、2009年4月号 - 2010年11月号）（※ストーリー形式）
- 天然☆無農薬一家 （筒井旭、2009年5月号（5-7月号はゲスト扱い） - 2010年5月号、10月号 - 2012年6月号）
- 小悪魔ティーチャー（いずみやみその、2009年7月号 - 12月号、2010年2、4 - 5月号、ゲスト扱いのまま長期にわたって掲載）
- ふたりぽっぽ （山口舞子、2009年9月号 - 2012年1月号）※『まんがタイムオリジナル』で並行連載時期あり
- アサヒ!〜動物園に行こう〜（吉田仲良、2009年10月号 - 2011年1月号）※『まんがタイムオリジナル』で継続後、終了
- トイザんス（みたにひつじ、2009年9月号 - 12月号、2010年3月号 - 5月号、ゲスト扱いのまま長期にわたって掲載）
- めもり＊ON AIR!（かわちりえこ、2009年10 - 11月号、2010年1、3 - 5、7、9月号、ゲスト扱いのまま長期にわたって掲載）
- 草野くんの羊育日記（山本こもり、2009年10月号 - 12月号、2010年4月号 - 6月号、ゲスト扱いのまま長期にわたって掲載）
- らいよんパパ （唯洋一郎、2009年11月号 - 2011年3月号）
- しぇあっち!（ともち、2010年1月号 - 2010年12月号）
- スクミッション!（佐田静、2010年1月号 - 2010年12月号）
- うえぽん! （なつみん、2010年1月号（1-3月号はゲスト扱い） - 2011年6月号）
- 給湯室の遠吠え （カイガトモコ、2010年2月号 - 2010年9月号、12月号 - 2011年5月号、ゲスト扱いのまま長期にわたって掲載）
- ひまじん （重野なおき、2000年6月号ゲスト、2002年4月号 - 9月号短期連載、2010年4月号 - 2012年10月号）※『まんがタイムジャンボ』より移籍
- ねじゆるゆる （風上旬、2009年12月号ゲスト、2010年4月号 - 2012年4月号）
- マチルダ!―異文化交流記―  （茶崎白湯）（2010年4月号 - 2011年4月号）※『まんがタイムオリジナル』で継続
- ちょうほうケイ! （袖山リキ、2010年5月号 - 2011年2月号）
- Fever!!〜貧乏レイジの同居人〜 （城戸みつる、2010年6 - 7月号ゲスト、10月号 - 2011年7月号）（※第4回新人4コマまんが大賞「植田まさし賞」受賞作、2010年5月号に投稿作を掲載）
- ほのかのほ （かがみふみを、2010年8月号 - 2011年8月号）
- わかば先輩未満 （佐野妙、2010年9月号 - 2013年3月号）
- ソフテン! （板羽皆、2011年1月号 - 2013年3月号）（※ストーリー形式）
- 華園の微男子 ガールズシッターズ （はじま楽、2011年1月号（1-3月号は短期連載扱い） - 同年8月号）
- 極小刑事ミニさん （岩田鷹吉、2011年 1、5、7-10月号、ゲスト扱いのまま長期にわたって掲載）
- パパロバ（胡桃ちの、2011年1月号 - 2016年2月号）※『まんがタイムラブリー』より移籍
- カフェねこコビ （市川ヒロシ、2011年2月号 - 2011年8月号）※『まんがタイムファミリー』に移籍
- Welcome! つぼみ園 （おーはしるい、2011年2月号 - 2014年6月号）※『まんがタイムラブリー』より移籍
- サクラ町さいず （松田円、2005年1月号ゲスト、2011年2月号 - 2012年5月号）※『まんがタイムラブリー』より移籍
- だってあいちてる （むんこ、2011年4-6月号ゲスト「ナイショのおままごと」、8月号ゲスト「おっさんデイズ」の続編として、2011年9月号 - 2012年9月号）※「だって愛してる」のスピンオフ作品
- ぽちゃぽちゃ水泳部 （遠山えま、2011年6月号 - 2014年1月号）※断続的にゲスト掲載
- スキップAD! いろはちゃん （大乃元初奈、2011年7月号（7-9月号はゲスト扱い） - 2016年1月号）
- ハードボイルドになりきれない （宮下二三、2011年8月号 - 2012年2月号、ゲスト扱いのまま長期にわたって掲載）
- まだまだ浅野さん （城戸みつる、2011年8月号（8-2012年8月号はゲスト扱い） - 2013年5月号）
- もいんの高校野球日誌 （きんのりふみ、2011年9月号（9-2012年6月号はゲスト扱い） - 2015年12月号）
- 営業侍 和華さん （G3井田、2011年10月号 - 2012年3月号、ゲスト扱いのまま長期にわたって掲載）
- ロコ・モーション（藤井理乃）2011年10月号（10-12月号はゲスト扱い） - 2014年5月号）
- ジムメン! （岩城そよご、2011年11-2012年1月号ゲスト、2012年3月号 - 2013年9月号、まんがタイムLovelyより移籍）
- ほめよめ （黒渕かしこ、2011年12月号（12-2012年3月号はゲスト扱い） - 2014年2月号）
- 銀輪少女（バターナッツ、2012年6月号 - 11月号、ゲスト扱いのまま長期にわたって掲載）
- 田園の教授（松山ソウコ、2012年4-8、10月号 - 12月号、ゲスト扱いのまま長期にわたって掲載）
- あいすべきものどもへ（楯山ヒロコ、2012年7月号 - 2013年3月号、同年6月号 - 2014年7月号）（※隔月連載（最後の2話は連続掲載）、オムニバス作品）（※『あい言葉は、愛』と改題して単行本化）
- 綾のかるた（D否、2012年7月号 - 2013年6月号（ゲスト扱いのまま長期にわたって掲載））
- ノコひけ!工業娘（宮下二三、2012年7月号（7-9月号はゲスト扱い） - 2015年6月号）
- ゆとりノベライズ（渡辺伊織、2012年12月号（12-2013年3月号はゲスト扱い） - 2015年12月号）
- 恋愛ラボ（宮原るり、2013年1月号 - 2013年11月号）（※短期集中連載、ストーリー形式のキャラクター別オムニバス特別編、5月号は4コマ形式のレギュラーキャラ中心特別編）
- スーパーな店員さん（奥村まむ、2013年3-5月号ゲスト、8月号 - 2014年5月号（8-10月号もゲスト扱い））（※新人4コマまんが大賞 2012年10月号月間賞作品）
- 通り抜けできます。（幾花にいろ、2013年4 - 6月号、9 - 12月号、ゲスト扱いのまま長期にわたって掲載）
- つくしんぼ （城戸みつる、2013年4月号 - 2014年8月号）
- 鉄仮面のイブキさん（市川和馬、2013年4月号（4-9月号はゲスト扱い） - ）
- 秘書の仕事じゃありません（東屋めめ、2013年5月号（5-6月号はゲスト扱い） - ）
- 絵本とママ（櫻井リサ、2013年6月号（6-7月号はゲスト扱い） - 2014年8月号）
- フリーランスなあさみさん（あらごん、2013年6月号、9月号 - 2014年1月号、4月号 - 6月号、ゲスト扱い）
- ひらめけスイッチ（トフ子、2013年10月号（10-2014年3月号はゲスト扱い） - 2014年11月号）
- まりあ17（セブンティーン）（むんこ、2013年12月号（12-2014年2月号はゲスト扱い） - 2018年3月号）
- 週末すろーらりー（[璃音、2014年2月号（2-7月号はゲスト扱い） - 2015年1月号）
- 頂点さっちゃんと底辺もっくん（伊藤登喜子、2014年6月号 - 9月号、2015年4月号、6月号 - 7月号、ゲスト扱い）
- 福呼び猫!カカ男 （奥原まむ、2014年7月号 - 9月号、11月号 - 2015年9月号、11月号 - 2016年2月号、ゲスト扱い長期にわたって掲載）
- ちょっと舞って!ふわこさん（基子、2014年8月号（8-12月号はゲスト扱い） - 2016年1月号）
- うしろでささえちゃん（川西ノブヒロ、2014年9月号（9-11月号はゲスト扱い） - 2015年8月号）
- 女神さまと呼ばないで!（たみふる、2014年9月号（9-12月号はゲスト扱い） - 2016年3月号）
- おひとり食堂（櫻井リヤ、2014年9月号（9-11月号はゲスト扱い） - ）
- だいじょぶ!? カナ先生（さんじゅうなな子、2014年12月号 - 2015年4月号、6月号 - 2018年4月号、ゲスト扱い）
- さわらせてっ!あみかさん（トフ子、2014年12月号（12-2015年3月号はゲスト扱い） - 2018年12月号）
- ボンジュール!仲居さん（ばたこ、2015年3月号 - 6月号ゲスト、8月号 - 2018年4月号）
- わらいだね（大澄剛、2015年6月号 - 2016年3月号、ストーリー形式）
- マコトの愛の見つけかた!（愛田ぱん、2015年7月号 - 2016年2月号、ゲスト扱いのまま長期にわたって掲載）
- 前を向いてみよちゃん!（沼ちよ子、2016年1月号 - 2016年6月号、扱い不明）
- あしながおねえさん（シモダアサミ、2016年1月号 - 2016年11月号、扱い不明、ストーリー形式）
- アカネんちは結婚相談道場!（大乃元初奈、2016年3月号 - 2017年4月号、扱い不明）
- 神シュフ☆エンタ（胡桃ちの、2016年3月号 - 2020年8月号、扱い不明）
- 見晴らし良子さま（きなこ、2016年4月号 - 2018年4月号）
- 見上げればいつも妹が。（市川和馬、2017年1月号 - 2019年6月号）
- 犬がいるので帰ります（近藤あやの、2017年2月号 - 2019年12月号、ゲスト扱いのまま長期にわたって掲載）
- 瀬戸際女優!白石さん（櫻井リヤ、2017年2月号 - 2024年6月号）
- そとバンド!（横道曲郎、2017年6月号 - 2018年8月号、ゲスト扱い）
- ウレ漫とガケ漫（綾野綾乃、2017年12月号 - 2019年4月号、ゲスト扱いのまま長期にわたって掲載）
- 銭湯の女神さま（えのきづ、2018年5月号 - 2018年11月号）※『まんがタイムジャンボ』より移籍
- モンスターだってうまい飯がたべたい!（ぼく、2018年5月号 - 2018年12月号）※『まんがタイムジャンボ』より移籍
- 乙女たちの花筋（都築真澄、2018年5月号 - 2019年3月号、ゲスト扱い）
- おねがい朝倉さん（大乃元初奈、2018年5月号 - 2019年9月号）※2017年7月号ゲスト、『まんがタイムジャンボ』より移籍
- 軍神ちゃんとよばないで（柳原満月、2018年5月号 - 2022年3月号）※『まんがタイムファミリー』より移籍
- ハニトラなんか怖くない!（東屋めめ、2018年6月号 - 2020年12月号）
- 茨城ってどこにあるんですか?（真枝アキ、2018年6月号 - 2022年5月号）
- お天気おねえさんの晴れ舞台（きなこ、2018年6月号 - 2024年5月号）
- 花丸町の花むすび（むんこ、2018年7月号 - 2024年6月号）
- 年上お姉さんと恋の壁（mako、2018年10月号 - 2020年4月号）
- 午前0時のおねだりごはん（あきあと、2019年2月号 - 2024年3月号）
- テレパス皆葉と読めない彼女（諸田トモエ、2019年5月号 - 2022年4月号）
- ご主人様！確保します♡（ぼたん、2019年10月号 - ）
- ふたりが家族になるまでに（黒麦はぢめ 2019年12月号 - 2020年3月号）※『まんがタイムスペシャル』より移籍
- 六畳一間の憑き物石（西岡さち、2020年1月号 - 2022年9月号）※『まんがタイムスペシャル』より移籍
- お酒は20日になってから!!（えのまなみ、2020年8月号 - 2024年1月号）
- 女神に胃袋つかまれた（町田すみ、2020年8月号 - 2024年4月号）
- 秘密のお姉さん養成ノート（トフ子、2020年9月号 - 2024年10月号）
- 書類憐れみの霊（イチョウヨワシ、2020年10月号 - 2021年10月号）
- 冷めないふたりのひとりご飯（きたむらましゅう、2021年3月号 - 2023年10月号、『まんがタイムオリジナル』で並行連載）
- この契約は恋まで届きますか?（雪尾ゆき、2021年10月号 - 2023年11月号）
- 百合のあいだは悩ましい （森井暁正、2021年11月号 - 2023年12月号）
- 黒曜ちゃんと白玉くんの変わった関係（茶畑ヴァエ、2022年8月号 - 2024年12月号）
- ウブなメイドもひと肌ぬぎたい！（ゆとりーぬ、2022年9月号 - 2023年2月号）
- 幼なじみが会社の同僚になりました。（イチョウヨワシ、2023年3月号、5月号、6月号、2024年1月号 - 2024年3月号、ゲスト扱い[3]）
- スーパー恋愛タイム！（カネコナオヤ、2023年3月号 - 2025年5月号）
- おみくんちはね（むんこ、2024年7月号 - 2025年8月号[4]）※『むんこコレクション』でも掲載[5]

### 企画
- はちべえの食育講座（鵜飼U子、xxxx年x月号 - 2010年4月号）

## まんがタイムアーカイブ
2010年6月号より2011年2月号まで「創刊30年目突入記念企画」として、偶数月号に年表「まんがタイムアーカイブ」と過去代表作の作者インタビューが、奇数月号にインタビュー対象となった作品の新作（主要登場人物が30歳になった時点、もしくは連載時の舞台から30年経過した時点、という設定）読切が掲載された。なお、もっとも新しい時期を扱った2011年2月号は、年表のみが掲載された。

### 特集対象
- 2010年6月号 - 7月号 なりゆきわかこ（ぼくんちのアイドルひろみちゃん）
- 2010年8月号 - 9月号 こだま学（ナオミだもん）
- 2010年10月号 - 11月号 秋吉由美子（はるなちゃん参上!）
- 2010年12月号 - 2011年1月号 古賀アンナ（サビちゃんをヨロシク♥）

## 表紙の変遷
4コマ誌においては、ほかのジャンルの漫画雑誌と異なり、表紙イラストが1名の作家によって複数月連続して担当されるという特徴がある。ここでは、本誌の表紙イラストを担当していた作家・作品と、その担当していた期間を記す。
1. 植田まさし（おとぼけ課長）（xxxx年x月号 - 2004年3月号）
2. ふじのはるか（むきたまごビューティー、2001年12月号のみ）
3. 森島明子（パパ×ママりば〜しぶる♥）（2004年4月号 - 2004年10月号）
4. 植田まさし（おとぼけ課長→おとぼけ部長代理）（2004年10月号 - 2022年8月号）（※2004年10月号は森島明子と、2013年8月号は宮原るりと、同年10月号は宮原るり及び大乃元初奈と、2015年2月号はむんことの合同表紙）
5. 宮原るり（恋愛ラボ、2013年8月号・10月号）（※8月号は植田まさしと、10月号は植田まさし及び大乃元初奈との合同表紙）
6. 大乃元初奈（スキップAD! いろはちゃん、2013年10月号のみ）（※植田まさし及び宮原るりとの合同表紙）
7. むんこ（まりあ17、2015年2月号のみ）（※植田まさしとの合同表紙）
8. 瀬田ヒナコ（レーカン!）、水瀬るるう（大家さんは思春期!）、瀬戸口みづき（ローカル女子の遠吠え）の持ち回り（2022年9月号 - 2023年7月号）
9. 植田まさし（おとぼけ部長代理）、瀬田ヒナコ（レーカン!）、水瀬るるう（大家さんは思春期!）、瀬戸口みづき（ローカル女子の遠吠え）の持ち回り（2023年8月号 - 現在）

上記のほか、大西哲也やあぎじゅんこも表紙を担当していたことがある。